# Hermópolis Magna
Hermópolis Magna (em grego clássico: Ἑρμοῦ πόλις μεγάλη; romaniz.: Hermou Pólis; lit. "Grande Cidade de Hermes"), conhecida como Quemum (Khmun) pelos egípcios e Axmuneim (el-Ashmunein) no árabe, foi uma cidade, capital do décimo quinto nomo do Antigo Egito e centro de culto do deus Tote. Está a oeste do rio Nilo, perto da moderna cidade de Maláui. Foi muito saqueada nos primeiros anos da dominação islâmica, mas há traços da ocupação nos Reinos Médio e Novo, como o pilone do faraó Ramessés II (r. 1279–1213 a.C.) feito com blocos obtidos em templos de Amenófis IV (r. 1352–1336 a.C.) em Aquetatom. Há ainda restos duma basílica copta erigida sobre as fundações de um templo do Reino Ptolemaico de estilo grego. Esteva ligada ao cemitério vizinho de Tuna Gebel.